# Campbell Crag
Der Campbell Crag ist ein felsiger und 1918 m hoher Berg an der Scott-Küste des ostantarktischen Viktorialands. Er ragt am südlichen Ende des Testa Ridge am Nordhang des Mount Morning auf.
Das Advisory Committee on Antarctic Names benannte ihn 1994 nach Richard J. Campbell, Flugkoordinator auf der McMurdo-Station und ab 1981 an der logistischen Unterstützung wissenschaftlicher Teams in Antarktika beteiligt.